# Son Catlar
Son Catlar, ou selon son nom complet le village talayotique de Son Catlar, est un site archéologique situé sur la commune de Ciutadella de Menorca, sur l'île de Minorque dans l'archipel des îles Baléares en Espagne. Le village a été fondé à la fin de l'Âge du bronze, période où il connaît son développement maximal, et a prospéré jusqu'à l'Âge du fer durant la période culture talayotique et fut encore partiellement occupé aux périodes romaine et almohade.

## Historique
Le site est mentionné dans les Antiquités celtiques de Joan Ramis i Ramis dès 1818 puis dans l'Histoire de l'île de Minorque de Rafael Óleo y Quadrado (1874) et dans les Monuments primitifs des îles Baléares d'Émile Cartailhac (1892). En 1923, Francesc Hernández Sanz a effectué des fouilles archéologiques dans l'enceinte à taula dont les résultats n'ont été que partiellement publiés, pas plus que ceux de Maria Lluïsa Serra et J. Flaquer, qui ont fouillé une salle à colonnes derrière le talayot nord en 1957. En 1958, Lluís Pericot et l'architecte V. Tolós restaurent le linteau de la porte d'accès nord et en 1995, Octavi Pons y mène une nouvelle campagne de fouilles. 
Le site a été déclaré bien d'intérêt culturel en 1931 (enregistré sous le numéro RI-51-0003342). En 2013, l'Espagne a proposé l'inscription du site au titre de la « culture talayotique de Minorque » sur la liste indicative de l'UNESCO, préalable à une possible inscription au patrimoine mondial. En 2018, le site a été acquis par le conseil insulaire de l'île.

## Description

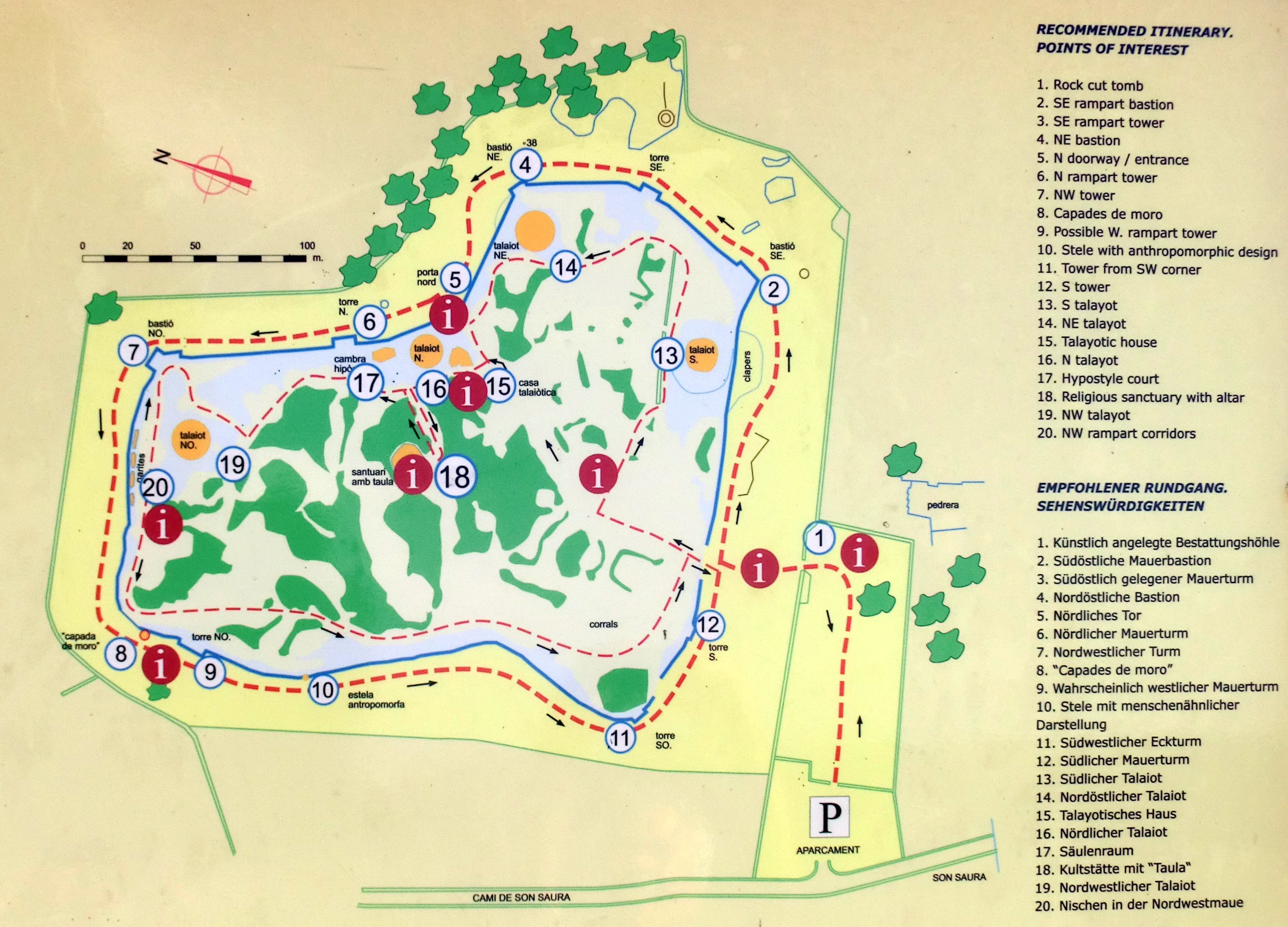
Plan du site.

Le village a été édifié sur une petite colline à 40 m d'altitude lui assurant une large visibilité sur son environnement en particulier vers le sud-ouest et la mer en direction de Majorque visible pratiquement tous les jours.
Le village possède cinq talayots mais seuls quatre sont encore visibles, construits durant la période talayotique (850-550 av. J.-C.). Le plus grand talayot est situé au sud-est du village. Ses dimensions d'origine sont accentuées par l'accumulation contemporaine de pierres au pied de la construction. L'ensemble pourrait correspondre à une première structure de plan trapézoïdal, d'environ 25 m de diamètre sur laquelle fut édifié un talayot de 13 m de diamètre. Le second talayot se dresse à environ 80 m au nord. Il a été fortement endommagé par la construction ultérieure de l'enceinte du village. À environ 60 m à l'ouest, le troisième talayot est de plan elliptique, il mesure 15,3 m de long sur 13,80 m de large et comporte une chambre avec un pilier central. Le quatrième talayot, le plus septentrional, devait également comporter une chambre dans sa partie supérieure, désormais effondrée. Du cinquième talayot, le plus à l'ouest, il ne demeure que trois rangées de pierre qui le rendent pratiquement invisible.

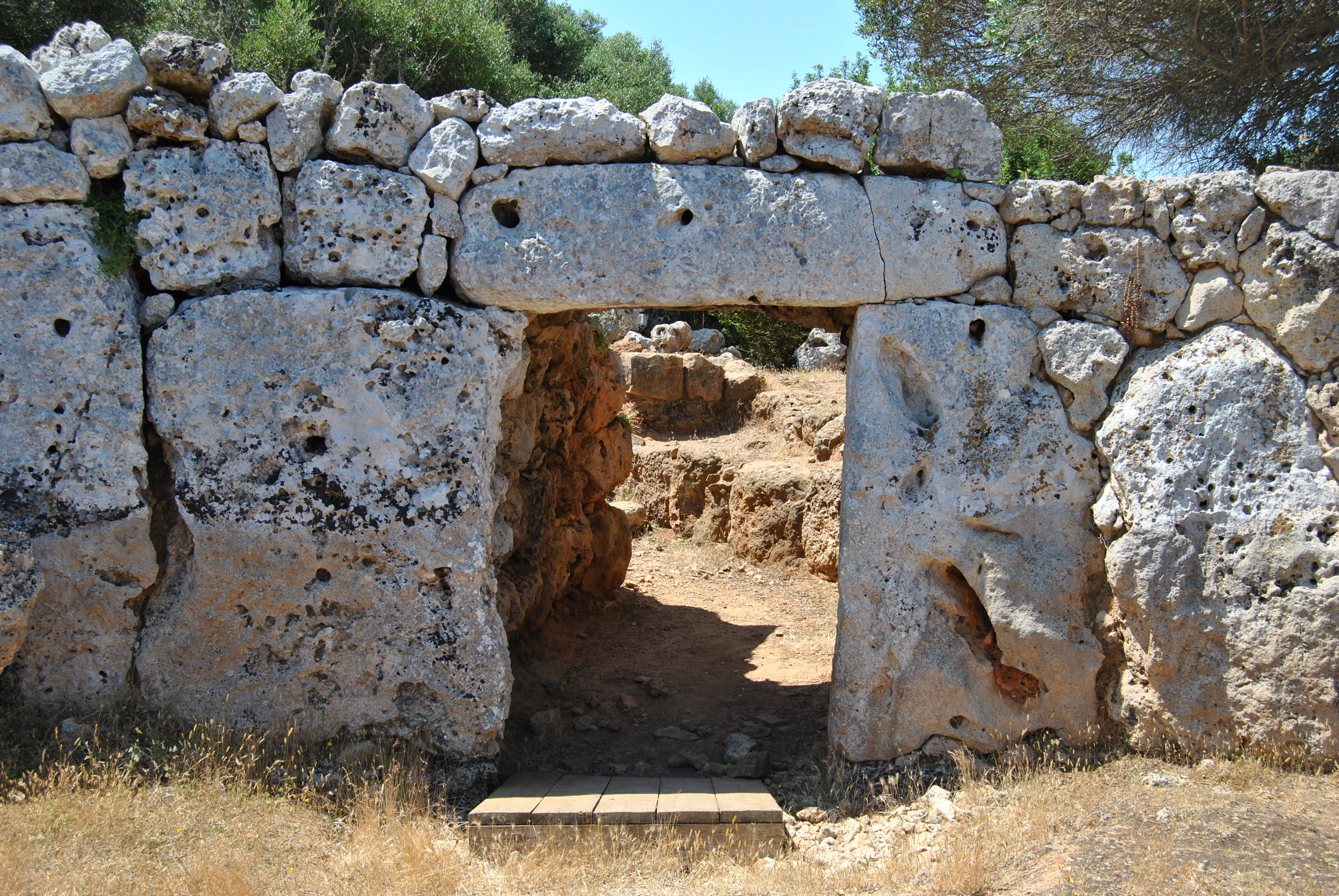
Porte d'entrée et mur cyclopéen de l'enceinte.

Son Catlar est le seul village préhistorique de Minorque qui possède un mur d'enceinte complet. C'est une imposante muraille d'environ 900 m de long et jusqu'à 6 m de large avec des hauteurs de plus de 3 m délimitant un espace d'environ 4,4 ha englobant les cinq talayots et un puits précédemment construit. Les parties les plus anciennes du mur datent du VIe siècle av. J.-C. Une partie des matériaux utilisés provient des anciens talayots qui devaient donc être abandonnés à cette époque. Le mur a été construit en appareil cyclopéen et fut renforcé à la fin du IIIe siècle av. J.-C. durant la deuxième guerre punique par l'ajout de diverses constructions défensives. Certaines parties du mur, construites à la fin du IIe siècle av. J.-C. et au début du  Ier siècle av. J.-C. ont été détruites lors de la conquête de Minorque par les Romains. Le côté nord-est comporte une entrée monumentale à linteau. La seconde entrée, dite « porte coudée », n'a été découverte qu'en 2019. À l'extérieur du mur ouest, on peut voir un monolithe comportant des gravures anthropomorphes.
L'enceinte à taula, en forme de fer à cheval, est la plus grande du genre. Le chapiteau de la taula est tombé au sol et s'est brisé. La citerne visible devant l'enceinte pourrait avoir eu une fonction rituelle. Bien que les résultats des fouilles de 1924 n'aient jamais été publiés, on sait qu'une grande quantité de cendres mêlées avec des restes d'animaux (en particulier des cornes) et des fragments de céramiques ont été découverts. Deux inscriptions gravées sur des pierres à l'intérieur de l'enceinte datent probablement de l'époque romaine.
Plusieurs bâtiments de forme rectangulaire et semi-circulaire attendent encore d'être fouillés. Une salle hypostyle est visible près du mur nord.
À l'ouest, à l'extérieur des murs, il existe un hypogée, daté de la seconde moitié du IIe millénaire av. J.-C., constitué d'un couloir de 2,45 m de long sur 1,40 m de large débouchant dans une chambre de 5 m de long sur 2,80 m de large. Au sud, un second hypogée, daté d'une période comprise entre le IXe siècle av. J.-C. et le Ier siècle av. J.-C. comporte une chambre de 4,30 m de large sur 5,20 m de long.